# Klaus Wetzel
Klaus Wetzel (* 1952 in Bad Homburg vor der Höhe) ist ein deutscher evangelischer Theologe, Pfarrer der Evangelischen Kirche in Hessen und Nassau, Missionswissenschaftler, Dozent und Autor.

## Leben und Wirken
Klaus Wetzel studierte Physik, Mathematik und Evangelische Religion für das Lehramt an Gymnasien. Sein Weg ins Theologiestudium begann im Krelinger Studienzentrum. Nach dem Ersten Staatsexamen und dem Ersten Theologischen Examen, promovierte er 1982 an der Johannes Gutenberg-Universität Mainz im Fach Kirchengeschichte mit seiner Dissertation über Theologische Kirchengeschichtsschreibung im deutschen Protestantismus 1660–1760. Von 1988 bis 1993 war er als Dozent der WEC International an der Theologischen Hochschule „Indonesisches Bibelinstitut“ in Batu (Ostjava) in Indonesien tätig. Von 1994 bis zu seinem Ruhestand 2017 war er Dozent an der European School of Culture and Theology der AWM in Korntal mit einem halben Dienstauftrag und Pfarrer der Evangelischen Kirche in Hessen und Nassau in Biblis, sowie Vorsitzender der WEC International.
1996 wurde er für seine missionswissenschaftlichen Forschungsarbeit „Kirchengeschichte Asiens“ mit dem George-W.-Peters-Preis ausgezeichnet. Sein Laudator, Detmar Scheunemann, würdigte diese mit den Worten „Seit Hans-Werner Gensichen seine „Missionsgeschichte der neuen Zeit“ (2. Auflage 1969) veröffentlichte und Donald Hokes „The Church in Asia“ 1975 erschien, hat es keine Missions- oder Kirchengeschichte Asiens in deutscher oder englischer Sprache mehr gegeben. Klaus Wetzels Werk ist die erste Kirchengeschichte Asiens, welche Missionsgeschichte, Konfessionskunde und Theologiegeschichte in sich vereint. Er zeichnet den Weg asiatischer Gemeinden unter der totalitären Regierung Chinas, als starke Minorität unter dem wachsenden Druck des Islams in Indonesien und in der Auseinandersetzung mit dem modernen Säkularismus in den Metropolen Ost-, Südost- und Südasien. Er bezeichnet den Zusammenbruch der kommunistischen Sowjetunion als Handeln Gottes in der Geschichte und sagt, dass zum ersten Mal in der Kirchengeschichte in weiten Teilen Nord- und Mittelasiens offene Missionsarbeit möglich ist“.
Wetzel wurde im Mai 2019 zum Professor emeritus der US-amerikanischen Columbia International University, der Partneruniversität der deutschen AWM, ernannt.

## Privates
Wetzel ist mit der Ärztin Ulrike verheiratet. Das Paar hat drei Töchter.

## Auszeichnungen
- 1996: George-W.-Peters-Preis für seine wissenschaftliche Arbeit „Kirchengeschichte Asiens“.[6]

## Veröffentlichungen
- Theologische Kirchengeschichtsschreibung im deutschen Protestantismus 1660–1760 (Zugl. Dissertation, Universität, Mainz 1982), Brunnen-Verlag, Gießen 1983, ISBN 978-3-7655-9310-9.
- Wie handelt Gott in der Geschichte?, Brunnen-Verlag, Gießen 1984, ISBN 978-3-7655-9511-0.
- Unterwegs: Eisenbahnandachten, Coprint, Wiesbaden 1985, ISBN 978-3-922819-22-6.
- Kirchengeschichte Asiens, Brockhaus, Wuppertal 1995, ISBN 978-3-417-29398-2.
- Wo die Kirchen wachsen: der geistliche Aufbruch in der Zwei-Drittel-Welt und die Folgen für das Christentum, Brockhaus, Wuppertal 1998, ISBN 978-3-417-29079-0.
- Missionsgeschichte Deutschlands (Korntaler Reihe; Band 2), VTR, Nürnberg 2005, ISBN 978-3-937965-18-5.
- Bevölkerungsentwicklung und Mission (Korntaler Reihe; Band 4), VTR, Nürnberg 2006, ISBN 978-3-937965-47-5.
- Die Geschichte der christlichen Mission. Von der Antike bis zur Gegenwart: ein Kompendium, Brunnen Verlag, Gießen 2019, ISBN 978-3-7655-9572-1.

Aufsätze
- Die reformierten Pfarrer und die reformierte Lehre in der Landgrafschaft Hessen-Homburg. (1671–1866). In: Jahrbuch der Hessischen Kirchengeschichtlichen Vereinigung. 30, 1979, ISSN 0341-9126, S. 295–331.
- Heilsgeschichtliche Denkansätze in nicht-westlichen Missionsbewegungen. In: Volker Gäckle und Jürgen Schuster (Hrsg.): Der Paradigmenwechsel in der Weltmission: Chancen und Herausforderungen nicht-westlicher Missionsbewegungen, Lit Verlag, Berlin 2014, ISBN 978-3-643-12374-9.